# Nataša Jakop
Nataša Jakop, slovenska jezikoslovka, * 28. maj 1974, Slovenj Gradec.

## Življenje
Nataša Jakop prihaja iz Velenja. Rodila se je 28. 5. 1974 v Slovenj Gradcu. Študirala je slovenistiko. Zaposlena je na Inštitutu za slovenski jezik Frana Ramovša. Danes se ukvarja z vprašanji sodobne jezikovne norme in s slovensko frazeologijo.

## Dela
Izpostavljena so le nekatera dela. 
- Jakop, Nataša. Pragmatični frazemi v Slovarju slovenskega knjižnega jezika. Jezikoslovni zapiski. (COBISS)

V tem članku govori o posebnih skupinah frazemov, o njihovih oblikah, pomenskih značilnostih itd. Članek deli na več poglavij. Ta poglavja so poimenovanja frazemov v literaturi, pomenski opis frazemov, sporazumevalna vloga in pragmatična funkcija frazemov, razvrstitev frazemov na zagotovljalno, ekspresivno povezovalno in izvršilno funkcijo. 
- Jakop, Nataša. Osvetlitev rabe velike oz. male začetnice pri izlastnoimenskih pridevnikih s priponskimi obrazili -ov/-ev, -in v slovenščini. Jezikoslovni zapiski. (COBISS)

- Dobrovoljc, Helena; Jakop, Nataša. Specializirani pravopisni priročnik (Predstavitev izhodišč, zasnove, ciljev in vzorčnih redakcij). Jezikoslovni zapiski. (COBISS)

- Jakop, Nataša. Pragmatična frazeologija. (COBISS)

V monografiji najdemo slovnične in pomenske lastnosti jezikoslovnih enot. Z njimi slovenski govorci izražajo svoja čustva, razpoloženja (npr. križana gora), odnos do naslovnika (npr. Naj te srela udari!) ali pa poudarijo vsebino sporočila (npr. hočem reči, če se ne motim). Raziskava je omejena na večbesedne jezikoslovne enote z ustaljeno zgradbo in pragmatičnim pomenom. Pri tem se je naslonila na teoretična izhodišča frazeologije v ožjem smislu. Tu so frazemi jezikovnosistemske enote, ki izpolnjujejo lastnosti večbesedilnosti in leksikaliziranosti. Prav tako pa imajo relativno ustaljeno zgradbo in frazeološki pomen.